# Лайпсик (Делавэр)
Лайпсик (англ. Leipsic) — город в округе Кент в штате Делавэр США. По данным переписи 2020 года, численность населения составляла 178 человек.

## Население
| 2010 | 2020 |
| ---- | ---- |
| 183  | ↘178 |